# Distretto di Fuwa
Il distretto di Fuwa (不破郡, Fuwa-gun?) è uno dei distretti della prefettura di Gifu, in Giappone.
Attualmente fanno parte del distretto i comuni di Sekigahara e Tarui.